# Cryptops crassipes
Cryptops crassipes är en mångfotingart som beskrevs av Filippo Silvestri 1895. Cryptops crassipes ingår i släktet Cryptops och familjen Cryptopidae. Inga underarter finns listade i Catalogue of Life.